# Giulianova Calcio 1999-2000
Questa pagina raccoglie le informazioni riguardanti il Giulianova Calcio nelle competizioni ufficiali della stagione 1999-2000.

## Rosa
| N. |                   | Ruolo | Calciatore                  |
| -- | ----------------- | ----- | --------------------------- |
|    | Italia (bandiera) | C     | Donato Amato                |
|    | Italia (bandiera) | D     | Maurizio Caccavale          |
|    | Italia (bandiera) | C     | Marco Caputi                |
|    | Italia (bandiera) | C     | Mario Massimo Caruso        |
|    | Italia (bandiera) | C     | Marco Ciardiello            |
|    | Italia (bandiera) | A     | Massimo Cicconi             |
|    | Italia (bandiera) | C     | Francesco Cominotto         |
|    | Italia (bandiera) | C     | Michele De Feudis           |
|    | Italia (bandiera) | C     | Giovanni Delle Vedove       |
|    | Italia (bandiera) | A     | Ettore De Vito              |
|    | Italia (bandiera) | A     | Gianluca Di Biagio          |
|    | Italia (bandiera) | A     | Sergio Di Corcia            |
|    | Italia (bandiera) | A     | Fabio Salvatore Di Domenico |

| N. |                   | Ruolo | Calciatore             |
| -- | ----------------- | ----- | ---------------------- |
|    | Italia (bandiera) | P     | Lorenzo Di Leo         |
|    | Italia (bandiera) | C     | Luca Evangelisti       |
|    | Italia (bandiera) | D     | Fabio Gianella         |
|    | Italia (bandiera) | P     | Stefano Grilli         |
|    | Italia (bandiera) | C     | Marco Lo Pinto         |
|    | Italia (bandiera) | D     | Vittorio Micolucci     |
|    | Italia (bandiera) | D     | Stefano Olivieri       |
|    | Italia (bandiera) | D     | Ivano Pastore          |
|    | Italia (bandiera) | D     | Michele Zeoli          |
|    | Italia (bandiera) | A     | Daniele Proietti       |
|    | Italia (bandiera) | A     | Gianni Testa           |
|    | Italia (bandiera) | D     | Damiano Zanon          |
|    | Italia (bandiera) | C     | Francesco Mazzocchetti |

## Risultati

### Campionato

#### Girone di andata
| 5 settembre 1999 1ª giornata | Catania | 2 – 0 | Giulianova |  |

| 12 settembre 1999 2ª giornata | Giulianova | 1 – 0 | Ancona |  |

| 19 settembre 1999 3ª giornata | Palermo | 0 – 0 | Giulianova |  |

| 26 settembre 1999 4ª giornata | Giulianova | 1 – 2 | Crotone |  |

| 3 ottobre 1999 5ª giornata | Giulianova | 0 – 2 | Viterbese |  |

| 10 ottobre 1999 6ª giornata | Sporting Benevento | 1 – 0 | Giulianova |  |

| 17 ottobre 1999 7ª giornata | Giulianova | 1 – 0 | Avellino |  |

| 24 ottobre 1999 8ª giornata | Fidelis Andria | 1 – 1 | Giulianova |  |

| 7 novembre 1999 9ª giornata | Giulianova | 1 – 1 | Lodigiani |  |

| 14 novembre 1999 10ª giornata | Marsala | 3 – 3 | Giulianova |  |

| 21 novembre 1999 11ª giornata | Ascoli | 1 – 1 | Giulianova |  |

| 28 novembre 1999 12ª giornata | Giulianova | 2 – 1 | Nocerina |  |

| 5 dicembre 1999 13ª giornata | Castel di Sangro | 1 – 2 | Giulianova |  |

| 12 dicembre 1999 14ª giornata | Giulianova | 1 – 1 | Atletico Catania |  |

| 19 dicembre 1999 15ª giornata | Arezzo | 6 – 4 | Giulianova |  |

| 23 dicembre 1999 16ª giornata | Giulianova | 2 – 1 | Gualdo |  |

| 6 gennaio 2000 17ª giornata | Juve Stabia | 0 – 1 | Giulianova |  |

#### Girone di ritorno
| 9 gennaio 2000 18ª giornata | Giulianova | 0 – 1 | Catania |  |

| 15 gennaio 2000 19ª giornata | Ancona | 1 – 0 | Giulianova |  |

| 23 gennaio 2000 20ª giornata | Giulianova | 4 – 0 | Palermo |  |

| 30 gennaio 2000 21ª giornata | Crotone | 4 – 0 | Giulianova |  |

| 6 febbraio 2000 22ª giornata | Viterbese | 2 – 1 | Giulianova |  |

| 13 febbraio 2000 23ª giornata | Giulianova | 0 – 0 | Sporting Benevento |  |

| 27 febbraio 2000 24ª giornata | Avellino | 2 – 0 | Giulianova |  |

| 5 marzo 2000 25ª giornata | Giulianova | 0 – 2 | Fidelis Andria |  |

| 12 marzo 2000 26ª giornata | Lodigiani | 4 – 0 | Giulianova |  |

| 19 marzo 2000 27ª giornata | Giulianova | 2 – 0 | Marsala |  |

| 2 aprile 2000 28ª giornata | Giulianova | 1 – 0 | Ascoli |  |

| 9 aprile 2000 29ª giornata | Nocerina | 1 – 0 | Giulianova |  |

| 16 aprile 2000 30ª giornata | Giulianova | 0 – 0 | Castel di Sangro |  |

| 22 aprile 2000 31ª giornata | Atletico Catania | 1 – 4 | Giulianova |  |

| 30 aprile 2000 32ª giornata | Giulianova | 0 – 0 | Arezzo |  |

| 7 maggio 2000 33ª giornata | Gualdo | 1 – 1 | Giulianova |  |

| 14 maggio 2000 34ª giornata | Giulianova | 2 – 0 | Juve Stabia |  |

### Coppa Italia Serie C

#### Fase eliminatoria a gironi
| 22 agosto 1999 1ª giornata - Girone M | Sora | 0 – 1 | Giulianova |  |

| 25 agosto 1999 2ª giornata - Girone M | Lodigiani | 1 – 0 | Giulianova |  |

| 29 agosto 1999 3ª giornata - Girone M | Giulianova | 0 – 2 | L'Aquila |  |

| 15 settembre 1999 5ª giornata - Girone M | Giulianova | 1 – 1 | Teramo |  |